# توماس بيرن (عسكري)
توماس بيرن (بالإنجليزية: Thomas Byrne)‏ هو عسكري جنوب أفريقي، ولد في ديسمبر 1866 في دبلن في جمهورية أيرلندا، وتوفي في 15 مارس 1944 في كانتربيري في المملكة المتحدة.